# Lista de vencedores das competições europeias de futebol por época
Esta é uma lista dos vencedores das competições europeias de futebol por época. Estão incluídos todos os títulos das principais competições europeias de clubes disputadas desde 1926–27 até à actualidade. 
O actual campeão europeu é o Real Madrid, que na época 2021–22 conquistou a 14ª Liga dos Campeões do seu palmarés, após vencer o Liverpool por 1–0 na final disputada em Paris a 28 de Maio de 2022.

## História
Em 1927 foi criada a Taça Mitropa. Em 1948 foi criada a Taça Latina pelas Federações de França (cujo Presidente Jules Rimet era simultaneamente Presidente da FIFA), Itália, Espanha e Portugal. Em 1955 foi criada pela UEFA a Taça dos Campeões Europeus, a que se seguiu a Taça das Taças em 1960 (organizada pela UEFA desde 1962). A Taça UEFA e a Supertaça Europeia foram criadas, respectivamente, em 1971 e 1972.

## Vencedores por época
| Época   | Taça Mitropa        |                      |                      |                    |
| ------- | ------------------- | -------------------- | -------------------- | ------------------ |
| 1926–27 | Sparta de Praga     |                      |                      |                    |
| 1927–28 | Ferencváros         |                      |                      |                    |
| 1928–29 | Újpesti             |                      |                      |                    |
| 1929–30 | Rapid de Viena      |                      |                      |                    |
| 1930–31 | First de Viena      |                      |                      |                    |
| 1931–32 | Bolonha             |                      |                      |                    |
| 1932–33 | Austria de Viena    |                      |                      |                    |
| 1933–34 | Bolonha 2           |                      |                      |                    |
| 1934–35 | Sparta de Praga 2   |                      |                      |                    |
| 1935–36 | Austria de Viena 2  |                      |                      |                    |
| 1936–37 | Ferencváros 2       |                      |                      |                    |
| 1937–38 | Slavia de Praga     |                      |                      |                    |
| 1938–39 | Újpesti 2           |                      |                      |                    |
| Época   | Taça Latina         |                      |                      |                    |
| 1948–49 | Barcelona           |                      |                      |                    |
| 1949–50 | Benfica             |                      |                      |                    |
| 1950–51 | AC Milan            |                      |                      |                    |
| 1951–52 | Barcelona 2         |                      |                      |                    |
| 1952–53 | Stade de Reims      |                      |                      |                    |
| 1953–54 | –                   |                      |                      |                    |
| 1954–55 | Real Madrid         |                      |                      |                    |
| Época   | Taça dos Campeões   | Taça Latina          |                      |                    |
| 1955–56 | Real Madrid         | AC Milan 2           |                      |                    |
| 1956–57 | Real Madrid 2       | Real Madrid 2        |                      |                    |
| Época   | Taça dos Campeões   | Taça das Taças       | Taça das Feiras      |                    |
| 1957–58 | Real Madrid 3       |                      | Barcelona            |                    |
| 1958–59 | Real Madrid 4       |                      | –                    |                    |
| 1959–60 | Real Madrid 5       |                      | Barcelona 2          |                    |
| 1960–61 | Benfica             | Fiorentina           | Roma                 |                    |
| 1961–62 | Benfica 2           | Atlético de Madrid   | Valência             |                    |
| 1962–63 | AC Milan            | Tottenham            | Valência 2           |                    |
| 1963–64 | Inter de Milão      | Sporting             | Real Saragoça        |                    |
| 1964–65 | Inter de Milão 2    | West Ham United      | Ferencváros          |                    |
| 1965–66 | Real Madrid 6       | B. Dortmund          | Barcelona 3          |                    |
| 1966–67 | Celtic              | Bayern Munique       | Dínamo de Zagreb     |                    |
| 1967–68 | Man. United         | AC Milan             | Leeds United         |                    |
| 1968–69 | AC Milan 2          | Bratislava           | Newcastle United     |                    |
| 1969–70 | Feyenoord           | Man. City            | Arsenal              |                    |
| 1970–71 | Ajax                | Chelsea              | Leeds United 2       |                    |
| Época   | Taça dos Campeões   | Taça das Taças       | Taça UEFA            | Supertaça Europeia |
| 1971–72 | Ajax 2              | Rangers              | Tottenham            | Ajax               |
| 1972–73 | Ajax 3              | AC Milan 2           | Liverpool            | Ajax 2             |
| 1973–74 | Bayern Munique      | Magdeburgo           | Feyenoord            | –                  |
| 1974–75 | Bayern Munique 2    | Dínamo de Kiev       | Borussia Mön.        | Dínamo de Kiev     |
| 1975–76 | Bayern Munique 3    | Anderlecht           | Liverpool 2          | Anderlecht         |
| 1976–77 | Liverpool           | Hamburgo             | Juventus             | Liverpool          |
| 1977–78 | Liverpool 2         | Anderlecht 2         | PSV Eindhoven        | Anderlecht 2       |
| 1978–79 | Nottingham For.     | Barcelona            | Borussia Mön. 2      | Nottingham For.    |
| 1979–80 | Nottingham For. 2   | Valência             | E. Frankfurt         | Valência           |
| 1980–81 | Liverpool 3         | Dínamo de Tbilisi    | Ipswich Town         | –                  |
| 1981–82 | Aston Villa         | Barcelona 2          | IFK Göteborg         | Aston Villa        |
| 1982–83 | Hamburgo            | Aberdeen             | Anderlecht           | Aberdeen           |
| 1983–84 | Liverpool 4         | Juventus             | Tottenham 2          | Juventus           |
| 1984–85 | Juventus            | Everton              | Real Madrid          | –                  |
| 1985–86 | Bucareste           | Dínamo de Kiev 2     | Real Madrid 2        | Bucareste          |
| 1986–87 | FC Porto            | Ajax                 | IFK Göteborg 2       | FC Porto           |
| 1987–88 | PSV Eindhoven       | Mechelen             | Bayer Leverkusen     | Mechelen           |
| 1988–89 | AC Milan 3          | Barcelona 3          | Nápoles              | AC Milan           |
| 1989–90 | AC Milan 4          | Sampdoria            | Juventus 2           | AC Milan 2         |
| 1990–91 | Estrela Vermelha    | Man. United          | Inter de Milão       | Man. United        |
| 1991–92 | Barcelona           | Werder Bremen        | Ajax                 | Barcelona          |
| 1992–93 | Marselha            | Parma                | Juventus 3           | Parma              |
| 1993–94 | AC Milan 5          | Arsenal              | Inter de Milão 2     | AC Milan 3         |
| 1994–95 | Ajax 4              | Real Saragoça        | Parma                | Ajax 3             |
| 1995–96 | Juventus 2          | PSG                  | Bayern Munique       | Juventus 2         |
| 1996–97 | B. Dortmund         | Barcelona 4          | Schalke 04           | Barcelona 2        |
| 1997–98 | Real Madrid 7       | Chelsea 2            | Inter de Milão 3     | Chelsea            |
| 1998–99 | Man. United 2       | Lazio                | Parma 2              | Lazio              |
| Época   | Liga dos Campeões   | Liga Europa          | Supertaça Europeia   |                    |
| 1999–00 | Real Madrid 8       | Galatasaray          | Galatasaray          |                    |
| 2000–01 | Bayern de Munique 4 | Liverpool 3          | Liverpool 2          |                    |
| 2001–02 | Real Madrid 9       | Feyenoord 2          | Real Madrid          |                    |
| 2002–03 | AC Milan 6          | FC Porto             | AC Milan 4           |                    |
| 2003–04 | FC Porto 2          | Valência             | Valência 2           |                    |
| 2004–05 | Liverpool 5         | CSKA Moscovo         | Liverpool 3          |                    |
| 2005–06 | Barcelona 2         | Sevilha              | Sevilha              |                    |
| 2006–07 | AC Milan 7          | Sevilha 2            | AC Milan 5           |                    |
| 2007–08 | Manchester United 3 | Zenit                | Zenit                |                    |
| 2008–09 | Barcelona 3         | Shakhtar Donetsk     | Barcelona 3          |                    |
| 2009–10 | Inter de Milão      | Atlético de Madrid   | Atlético de Madrid   |                    |
| 2010–11 | Barcelona 4         | FC Porto 2           | Barcelona 4          |                    |
| 2011–12 | Chelsea             | Atlético de Madrid 2 | Atlético de Madrid 2 |                    |
| 2012–13 | Bayern de Munique 5 | Chelsea              | Bayern de Munique    |                    |
| 2013–14 | Real Madrid 10      | Sevilha 3            | Real Madrid 2        |                    |
| 2014–15 | Barcelona 5         | Sevilha 4            | Barcelona 5          |                    |
| 2015–16 | Real Madrid 11      | Sevilha 5            | Real Madrid 3        |                    |
| 2016–17 | Real Madrid 12      | Manchester United    | Real Madrid 4        |                    |
| 2017–18 | Real Madrid 13      | Atlético de Madrid 3 | Atlético de Madrid 3 |                    |
| 2018–19 | Liverpool 6         | Chelsea 2            | Liverpool 4          |                    |
| 2019–20 | Bayern de Munique 6 | Sevilha 6            | Bayern de Munique 2  |                    |
| 2020–21 | Chelsea 2           | Villarreal           | Chelsea 2            |                    |
| Época   | Liga dos Campeões   | Liga Europa          | Liga Conferência     | Supertaça Europeia |
| 2021–22 | Real Madrid 14      | E. Frankfurt 2       | Roma                 | Real Madrid 5      |
| 2022–23 | Manchester City     | Sevilha 7            | West Ham             | Manchester City    |

## Vitórias Consecutivas

### Liga dos Campeões
| Nº | Clube             | Pentas | Tetras | Tris | Bis | Épocas                                                                |
| -- | ----------------- | ------ | ------ | ---- | --- | --------------------------------------------------------------------- |
| 1  | Real Madrid       | 1      | 1      | 2    | 2   | 1955–56, 1956–57, 1957–58, 1958–59, 1959–60 2015–16, 2016–17, 2017–18 |
| 2  | Ajax              | –      | –      | 1    | 1   | 1970–71, 1971–72, 1972–73                                             |
| 2  | Bayern de Munique | –      | –      | 1    | 1   | 1973–74, 1974–75, 1975–76                                             |
| 4  | Benfica           | –      | –      | –    | 1   | 1960–61, 1961–62                                                      |
| 4  | Inter de Milão    | –      | –      | –    | 1   | 1963–64, 1964–65                                                      |
| 4  | Liverpool         | –      | –      | –    | 1   | 1976–77, 1977–78                                                      |
| 4  | Nottingham Forest | –      | –      | –    | 1   | 1978–79, 1979–80                                                      |
| 4  | AC Milan          | –      | –      | –    | 1   | 1988–89, 1989–90                                                      |

### Liga Europa
| Nº | Clube       | Tris | Bis | Épocas                                     |
| -- | ----------- | ---- | --- | ------------------------------------------ |
| 1  | Sevilha     | 1    | 2   | 2013–14, 2014–15, 2015–16 2005–06, 2006–07 |
| 2  | Real Madrid | –    | 1   | 1984–85, 1985–86                           |

### Supertaça Europeia
| Nº | Clube       | Bis | Épocas           |
| -- | ----------- | --- | ---------------- |
| 1  | Ajax        | 1   | 1971–72, 1972–73 |
| 1  | AC Milan    | 1   | 1988–89, 1989–90 |
| 1  | Real Madrid | 1   | 2015–16, 2016–17 |

Notas:
- Bis: 2 vitórias consecutivas